# Campionato Primavera 1982-1983
Il Campionato Primavera 1982-1983 è stata la 21ª edizione del Campionato di calcio Primavera. Il detentore del trofeo era il Cesena.
La squadra vincitrice del torneo è stata la Fiorentina. La formazione giovanile viola, allenata da Vincenzo Guerini, si è aggiudicato il titolo di campione nazionale Primavera per la terza volta nella sua storia, battendo nella doppia finale proprio il Cesena detentore: dopo la sconfitta nella gara d'andata in Romagna per 1-0 (con rete di Marco Rossi), i toscani si sono aggiudicati la partita di ritorno per 2-0 (a segno Gianni Cristiani e Luca Cecconi).
La formazione gigliata aveva vinto il girone di semifinale comprendente anche Lazio, Ascoli e Francavilla, mentre i bianconeri erano arrivati davanti a Varese, Torino e Bologna.